# 1706
| 1706               |
| ------------------ |
| Dødsfald - Fødsler |
| • Begivenheder     |

| Gregoriansk kalender | 1706 MDCCVI             |
| Ab urbe condita      | 2459                    |
| Armensk kalender     | 1155 ԹՎ ՌՃԾԵ            |
| Kinesiske kalender   | 4402 – 4403 乙酉 – 丙戌 |
| Etiopisk kalender    | 1698 – 1699             |
| Jødisk kalender      | 5466 – 5467             |
| Hindukalendere       |                         |
| - Vikram Samvat      | 1761 – 1762             |
| - Shaka Samvat       | 1628 – 1629             |
| - Kali Yuga          | 4807 – 4808             |
| Iransk kalender      | 1084 – 1085             |
| Islamisk kalender    | 1118 – 1119             |

Konge i Danmark: Frederik 4. 1699-1730 – Danmark i krig: Den store nordiske krig 1700-1721
Se også 1706 (tal)

## Begivenheder
- 22. februar – Hans Jensen i Køng By bliver halshugget for mordet på sin hustru.
- 24. marts – Garnisons Kirke indvies. Knud Tommerup blev kirkens første danske sognepræst.
- 23. maj – Slaget ved Ramillies under den Spanske Arvefølgekrig i nærheden af den belgiske by Namur.
- 20. oktober kl. 16 – 23. oktober kl. 18: Ole Rømer foretager de astronomiske observationer Triduum-observationerne ('De tre dages observationer') fra sit lille observatorium Observatorium Tusculanum i Vridsløsemagle
- 3. november - 15.000 omkommer under jordskælv i Abbruzzerne i Italien.
- Johan 5. blev konge af Portugal efter kong Peter 2.'s død.
- Jægersborg Allé, en vejstrækning i Gentofte Kommune, blev anlagt.
- Det første Adressekontor i Danmark blev oprettet med kongeligt privlegium af kammerjunker og kongelig køgemester Jacob Frants von der Osten.
- Et flere uger langt udbrud fra vulkanen Teide ødelagde havnen i Garachico og dermed meget af byens økonomiske grundlag.
- Det meste af byen Sulmona  i regionen Abruzzo i det centrale Italien blev ødelagt ved et jordskælv.
- Byen Aarhus får egen bøddel
- Under Den Store Nordiske Krig vandt Karl XII kampen mod Sachsen-Polen og tvang 1706 Sachsen ud af krigen.

Transport i København
- I København indførtes bærestole, hvor enkeltpersoner mod betaling kunne blive båret og derved slippe for datidens snavsede og mudrede gader.

## Født
- 17. januar – Benjamin Franklin, amerikansk statsmand og videnskabsmand, fødes i Boston. Død 1790.
- 4. marts – Laurids de Thurah, dansk arkitekt, forfatter til arkitekturværker og godsejer. Død 1759.
- 24. april – Giovanni Battista Martini, italiensk musiklærd og komponist. Død 1784.
- 4. juni – Mette Amalie von Barner, født Rosenkrantz, dansk adelsdame. Død 1755.
- 6. juni – Peder Holm, dansk teolog og professor. Død 1777.
- 18. juni – Herman Lengerken Kløcker, dansk godsejer. Død 1765.
- 22. juni – Carl Juel, dansk hofembedsmand, gehejmeråd og stiftamtmand. Død 1767.
- 4. august – Frederik Carl af Slesvig-Holsten-Sønderborg-Plön, den sidste hertug af det slesvig-holstenske hertugdømme Plön. Død 1761.
- 6. oktober – Prinsesse Charlotte Amalie af Danmark-Norge. Død 1782
- 12. oktober – Johann Adam Soherr, tysk rokokoarkitekt, som var kgl. dansk hofbygmester. Død 1778.
- 18. oktober – Baldassare Galuppi, italiensk komponist. Død 1785.
- 20. oktober – Sigismund Wilhelm von Gähler, dansk adelig og overpræsident i Altona. Død 1788.

## Dødsfald
- 1. januar – Hartwig von Passow (Passau), tysk officer i dansk tjeneste under den Store Nordiske Krig.
- 22 / 23. april – Kurfyrstinde Vilhelmine Ernestine af Pfalz, datter af Frederik 3. og dronning Sophie Amalie, (født 1650).
- 16. september – Matthias Petersen, kaptajn og hvalfanger fra Oldsum på Før, (født 1632).
- 27. september – Ludvig Pontoppidan, dansk præst, (født 1648).
- 9. december – Peter 2. af Portugal, konge af Portugal (født 1648).
- 28. december – Pierre Bayle, fransk filosof og forfatter (født 1647).